# New Woman
New Woman – piosenka tajskiej raperki i piosenkarki Lisy z udziałem hiszpańskiej piosenkarki Rosalii, która została wydana przez Lloud i RCA Records 15 sierpnia 2024 r. jako drugi singiel zdebiutanckiego albumu studyjnego Lisy, Alter Ego. Jest to popowy i elektroniczny utwór z brzmieniami trapowymi zawierającymi teksty o Lisie, która się zmienia i odkrywa na nowo swoją tożsamość. Piosenkę wyprodukowali Ilya i Max Martin, a napisali ją razem z Lisą, Rosalią, Tove Burman i Tove Lo.
„New Woman” otrzymało głównie pozytywne recenzje krytyków muzycznych za produkcję, wokal Lisy i udział Rosalii. Zajęło 15. miejsce na liście Billboard Global 200 i szóste miejsce na liście Global Excl. U.S., stając się odpowiednio czwartym hitem Lisy i piątym hitem Rosalii w pierwszej dziesiątce na tej ostatniej liście. Dotarł do pierwszej dziesiątki list przebojów w Malezji, Singapurze i na Tajwanie oraz do pierwszej piętnastki w Hiszpanii, gdzie otrzymał certyfikat złotej płyty. W Stanach Zjednoczonych piosenka stała się czwartym wpisem Lisy na liście Billboard Hot 100 na 97. miejscu.
Towarzyszący teledysk został wyreżyserowany przez Dave’a Meyersa i wydany na kanale Lloud na YouTube jednocześnie z wydaniem singla. Nakręcony w Los Angeles teledysk odzwierciedla tematykę piosenki, czyli wzmocnienie pozycji i transformację, i przedstawia Lisę oraz Rosalíę w wielu modnych strojach z lat 2000. Aby promować piosenkę, Lisa wystąpiła na MTV Video Music Awards 2024 i Global Citizen Festival. „New Woman” wygrało w kategorii „Najlepsza współpraca” i otrzymało nominację do „Najlepszego teledysku” na MTV Europe Music Awards 2024.

## Tło i wydanie
Po odejściu z wytwórni YG Entertainment na rzecz działalności solowej, Lisa założyła własną firmę zarządzającą artystami o nazwie Lloud w lutym 2024 r. i podpisała kontrakt z RCA Records na wydawanie solowej muzyki we współpracy z Lloud w kwietniu. Wydała swój pierwszy singiel pod szyldem Lloud i RCA Records, „Rockstar”, 28 czerwca. 2 sierpnia Lisa zaczęła zapowiadać kontynuację „Rockstar”, publikując fragment, w którym miała różowe włosy i wisior w kształcie gwiazdy na szyi. Trzy dni później Lloud opublikowała drugi zwiastun z tym samym dźwiękiem, pokazując srebrną gwiazdę o tytule na tle różowego zachmurzonego nieba ze słowami „wkrótce”, po której następowała obracająca się srebrna róża i tekst „LALISA ______”. Puste miejsce, a także róża, sprawiły, że fani zaczęli spekulować, że piosenka będzie współpracą z hiszpańską piosenkarką Rosalíą.
Obie artystki wyraziły już wcześniej swój podziw dla siebie w wywiadach, przy czym Rosalía nazwała siebie fanką i chwaliła taniec Lisy, a Lisa chwaliła hiszpańskie wpływy kulturowe Rosalii w jej muzyce. Oficjalnie ogłosiły współpracę 6 sierpnia, ujawniając jej tytuł „New Woman” i datę premiery 15 sierpnia o 20:00 czasu wschodniego. Ogłoszeniu towarzyszyła okładka singla, na której Lisa i Rosalía zmysłowo wpatrują się w kamerę w okularach przeciwsłonecznych, pierwsza w skórzanym gorsecie i kurtce, a druga w futrzanym różowym płaszczu. „New Woman” jest drugim singlem Lisy z jej nadchodzącego solowego albumu po „Rockstar” i pierwszym singlem Rosalii w tym roku po jej współpracy z Rauwem Alejandro przy EP-ce „RR” i Björk przy singlu „Oral”, oba wydane w 2023 roku.

## Kompozycja i tekst utworu
Lisa, Rosalía Vila Tobella, Tove Burman, Tove Lo, Ilya i Max Martin napisali „New Woman”, a dwójka ostatnich wyprodukowała utwór. Tove Lo jest również wymieniona jako wokalistka wspierająca. „New Woman” to „inspirowana Y2K” popowo-elektroniczna piosenka z brzmieniami trap, która trwa 3 minuty. Zaczyna się od Lisy śpiewającej o „przejściu przez ogień, aby na nowo odkryć, że jest „nową kobietą” z „podkręconą aurą”. Piosenkarka „mówi również o rozkwitaniu jak kwiat, przechodzeniu przez ogień, poświęcaniu czasu i ponownym odkrywaniu siebie”. Po pierwszym refrenie rytm „New Woman” „zwalnia”, a po nim następuje hiszpańska zwrotka Rosalii z „szeptanymi” tekstami.

## Krytyczne przyjęcie
Robin Murray z „Clash” opisała utwór jako „prawdziwy wyraz kobiecej energii pop”. Danielle Chelosky ze „Stereogum” nazwała „letnim hitem”, który zawiera „zabójczą zmianę rytmu”. Janice Sim z „Singapore Vogue” opisała go jako „kręty, groovy utwór”, który zawiera „rozplątywanie się nowego ja przez Lisę”. Rolling Stone uznał „New Woman” za 70. najlepszą piosenkę 2024 roku i wyraził opinię, że „wymiata w stylu popu młodzieżowego z końca lat dziewięćdziesiątych”, chwaląc „nie bardziej szwedzkie rytmy” za przypomnienie ery MTV Total Request Live i teledysku, który „erotyzuje telefony z klapką i faksy”. Podobnie NME nazwał piosenkę 24. najlepszą piosenką K-popową 2024 roku i stwierdził, że Lisa przyszła „z bronią w ręku” i że wszystkie części utworu bez wysiłku łączą się w „jedną z najbardziej odurzających piosenek roku”. Chwalili „artystyczną zwiewność przedrefrenu”, która „wygina wokalne umiejętności Lisy” w sposób, którego YG Entertainment nie wykorzystało w pełni, a także „charyzmatyczną” cechę Rosalii. Z drugiej strony Thania Garcia z Variety nazwała ją jedną z najgorszych piosenek 2024 roku i opisała ją jako „współpracę, która brzmi świetnie w teorii, ale zawodzi w praktyce”. Chwaliła Lisę i Rosalíę indywidualnie jako „wyjątkowe wokalistki” i „wirtuozerki w tworzeniu wciągających światów, aby wzmocnić ich muzykę”, ale uważała, że te dwie nie współpracują dobrze. Według Garcii dynamika piosenki, która zaczyna się od oświadczenia Lisy, że jest na „nowej ścieżce odważnych eksperymentów” w optymistycznym tempie, „gwałtownie się zatrzymała”, gdy zaczyna się zwrotka Rosalíi, która wydawała się „niespójna” i przypominała zupełnie inną piosenkę, jakby artyści nagrywali swoje partie osobno.

## Wyróżnienia
| Ceremonia               | Rok  | Kategoria                         | Rezultat  | Źr.    |
| ----------------------- | ---- | --------------------------------- | --------- | ------ |
| Asian Pop Music Awards  | 2024 | Najlepsza współpraca (za granicą) | Nominacja | [ 21 ] |
| MTV Europe Music Awards | 2024 | Najlepsza współpraca              | Wygrana   | [ 22 ] |
| MTV Europe Music Awards | 2024 | Najlepszy teledysk                | Nominacja | [ 23 ] |

## Umiejscowienie piosenki na listach przebojów
„New Woman” osiągnął 15. miejsce na liście Billboard Global 200 z dnia 31 sierpnia 2024 r. Na liście Billboard Global Excl. U.S. zadebiutował na szóstym miejscu z 54,5 milionami odtworzeń strumieniowych i 10 tys. sprzedanych egzemplarzy poza USA w okresie od 16 do 22 sierpnia. Piosenka była czwartym hitem Lisy i piątym Rosalii w pierwszej dziesiątce na liście przebojów. Lisa została również członkinią Blackpink z największą liczbą przebojów w pierwszej dziesiątce, a następnie Jennie z trzema, a Rosé i Jisoo z jednym, i wyrównała cztery pierwsze miejsca, które Blackpink osiągnęły jako grupa. Piosenka znajdowała się na liście Global 200 przez siedem tygodni, a Global Excl. US przez dziesięć tygodni. W Stanach Zjednoczonych „New Woman” zadebiutował na 97. miejscu na liście Billboard Hot 100, stając się czwartym wpisem Lisy na liście jako solistki. Została pierwszą solistką K-popu w historii, której cztery piosenki znalazły się na liście, i zrównała się z J-Hope, Sugą i V jako artystkami K-popu z siódmą największą liczbą wpisów na liście, za BTS, jej grupą Blackpink, Jungkookiem, Jiminem, Psy i NewJeans.

## Teledysk
Towarzyszący teledysk do utworu „New Woman” został przesłany na kanał Lloud na YouTube jednocześnie z wydaniem singla. Teledysk został wyreżyserowany przez Dave’a Meyersa i nakręcony w Los Angeles. W ciągu pierwszych 24 godzin od wydania zdobył ponad 24 miliony wyświetleń, przewyższając „Guess” Charli XCX i Billie Eilish, który miał 3,7 miliona wyświetleń w ciągu 24 godzin, jako największy debiut kobiecej współpracy na YouTube w 2024 roku.
Teledysk prezentuje styl i modę lat 2000., a każdy strój odzwierciedla tematykę utworu: wzmocnienie pozycji i transformację. Zaczyna się od tytułu utworu napisanego na srebrnych telefonach z klapką, po czym Lisa pojawia się w centrum uwagi, nosząc platynowe włosy sięgające do pasa. Kroczy w szerokim czarnym, puszystym płaszczu założonym na błyszczący biustonosz i pasujące mikro-szorty, a później zmienia się w złoty strój kolczugi z mokrymi włosami. Pomiędzy ujęciami Lisy w pojedynkę pojawiają się ujęcia Rosalii, która dmucha różową gumę balonową, mając na sobie futro. W następnej scenie Lisa skanuje obrazy swojej twarzy na drukarce, mając na sobie strój inspirowany Y2K, składający się z różowego gorsetu, spodni cargo z niskim stanem i sztucznego futra, po czym zakłada czarny top z piór przypominający kruka. Wideo przechodzi do zwrotki Rosalii, która wchodzi ubrana w czerwoną falbaniastą sukienkę inspirowaną tradycyjnym strojem flamenco z nowoczesnym akcentem. Następnie zmienia się w kolejny wiśniowo-czerwony look, obcisłą mini sukienkę z wzorzystymi legginsami. Lisa i Rosalía łączą siły w kolejnej scenie, w której duet kładzie się razem w kontrastujących białych i czarnych sukniach, które przypominają o dualizmie yin i yang. Lisa nosi drapowaną, kapturową bluzkę z odkrytym dekoltem w połączeniu z powłóczystą spódnicą, przypominającą mitologiczną boginię. W zakończeniu para wypoczywa na składanych krzesłach, Lisa ma na sobie odważny strój inspirowany „motomami” składający się z kurtki motocyklowej, gorsetu zapinanego na suwak i skórzanej mini spódniczki, a Rosalía uosabia bardziej „wesołą elegancję” dzięki różowemu, teksturowanemu płaszczowi w połączeniu z niebieskimi okularami przeciwsłonecznymi.

## Promocja i występy na żywo
W dniu premiery piosenki Lisa pojawiła się jako pierwszy gość w trzecim sezonie talk show Lee Young-ji „Not Much Prepared” na YouTube. 11 września Lisa zadebiutowała na żywo wykonując „New Woman” podczas gali MTV Video Music Awards 2024, która odbyła się w UBS Arena w Elmont w Nowym Jorku. Wykonała również piosenkę jako headlinerka Global Citizen Festival, który odbył się 28 września w Central Parku w Nowym Jorku. W Sylwestra 2024 roku Lisa wykonała „New Woman” jako headlinerka wydarzenia Amazing Thailand Countdown 2025 w Iconsiam w Bangkoku.

## Twórcy
Informacje o autorach zaczerpnięto z serwisu Tidal.
|  | - Lisa – wokal, tekst - Rosalía – wokal, tekst - Max Martin – tekst, produkcja, programowanie, bass, bębny, keyboard - Ilya – tekst, produkcja, programowanie, bass, bębny, keyboard, wokale w tle - Tove Lo – tekst, wokale w tle - Tove Burman – tekst, wokale w tle - Doris Sandberg – wokale w tle - Sam Holland – inżynieria | - Anthony Vilchis – pomoc inżynierska - Bryce Bordone – pomoc inżynierska - Trey Station – pomoc inżynierska - Zach Perayra – pomoc inżynierska - David Rodriguez – inżynieria wokalna - Jelli Dorman – inżynieria wokalna - Kuk Harrell – produkcja wokalna - Serban Ghenea – miks - Manny Marroquin – miks - Ryan Smith – mastering |

## Historia wydań
| Region | Data             | Formaty                      | Wytwórnia           | Źr.    |
| ------ | ---------------- | ---------------------------- | ------------------- | ------ |
| Różnie | 15 sierpnia 2024 | digital download · streaming | Lloud · RCA Records | [ 37 ] |
| Włochy | 23 sierpnia 2024 | Radio airplay                | Sony Italy          | [ 38 ] |